# نوبويوكي كاتو
نوبويوكي كاتو (باليابانية: 加藤 信幸) (مواليد 2 يناير 1920)، هو لاعب كرة قدم ياباني سابق كان يلعب كلاعب وسط. سبق له أن لعب مع منتخب اليابان.

## وصلات خارجية
- نوبويوكي كاتو على موقع ناشيونال فوتبول تيمز (الإنجليزية)
- نوبويوكي كاتو على موقع عالم كرة القدم.نت (الإنجليزية)

- National Football Teams
- Japan National Football Team Database